# Hromeakiv, Kiverți
Hromeakiv (în ucraineană Хром`яків) este un sat în comuna Didîci din raionul Kiverți, regiunea Volînia, Ucraina.

## Demografie
Componența lingvistică a localității Hromeakiv
     Ucraineană (98,8%)
     Rusă (1,2%)
Conform recensământului din 2001, majoritatea populației localității Hromeakiv era vorbitoare de ucraineană (98,8%), existând în minoritate și vorbitori de rusă (1,2%).